# 里普涅
48°49′36″N 24°8′50″E / 48.82667°N 24.14722°E
里普涅（烏克蘭語：Ріпне），是烏克蘭西部的村莊，隸屬伊萬諾-弗蘭科夫斯克州的卡盧什區。該村始建於1766年，面積12.8平方公里，2001年人口964，人口密度每平方公里75.4人。